# Municipalità locale di Mnquma
Mnquma è una municipalità locale (in inglese Mnquma Local Municipality) appartenente alla municipalità distrettuale di Amatole della  Provincia del Capo Orientale in Sudafrica. 
In base al censimento del 2001 la sua popolazione è di 286.306 abitanti.
La sede amministrativa e legislativa è la città di Butterworth e il suo territorio si estende su una superficie di 3.299 km² ed è suddiviso in 31 circoscrizioni elettorali (wards). Il suo codice di distretto è EC122.

## Geografia fisica

### Confini
La municipalità locale di Mnquma confina a nord con quella di Intsika Yethu (Chris Hani), a nord e a est con quella di Mbhashe, a est e a sud con l'Oceano Indiano, a sud e a ovest con quella di Great Kei e a ovest con quella di Amahlathi.

### Città e comuni
- Amabhele
- Amahlubi
- Amambalu
- Amazizi
- Butterworth
- Fingo
- Gcaleka
- Gqogqora
- Imidushane
- Jalamba
- Kentani
- Kwebulana
- Lindinxiwa
- Mac Vigar
- Manubi
- Mazeppa Bay
- Mazizini
- Mtoto
- Ngqwara
- Ngubezulu
- Ngusi
- Nqadu
- Nqamakwe
- Qoboqobo
- Qolora
- Qolora Mouth
- Springs
- Teko
- Tyhali
- Tutura
- Wavecrest

### Fiumi
- Gcuwa
- Groot - Kei
- Kobonqaba
- Kubusi
- Kukotana
- Mbiza
- Mtwaku
- Ngcongcolora
- Ngculu
- Qolora
- Qora
- Qwaninga
- Tsomo
- Tyinira
- Xilinxa
- Zolo

### Dighe
- Gcuwa Dam
- Toleni Dam
- Xilina Dam